# Carpheria
Carpheria é um gênero de traça pertencente à família Arctiidae.